# Belaja (affluente dell'Anadyr')
La Belaja (in russo Белая?) è un fiume della Russiaestremo-orientale], affluente di sinistra dell'Anadyr'; nel suo alto e medio corso è conosciuto con il nome di Jurumkuveem (Юрумкувеем). Scorre nel rajon Anadyrskij, nella Čukotka.
Nasce dall'altopiano dell'Anadyr', scorrendo con direzione mediamente meridionale dapprima in ambiente montano, successivamente in una regione pianeggiante con larghe zone paludose, drenando una valle compresa fra il suddetto altopiano dell'Anadyr' e i monti Pekul'nej a oriente; sfocia nell'Anadyr' nel suo basso corso. I principali affluenti sono Bol'šoj Pykarvaam, Čaavaam e Bol'šaja Osinovaja da sinistra, Ėnmyvaam da destra.
Il fiume scorre in una zona dal clima rigidissimo, che provoca lunghi periodi di congelamento delle acque (mediamente, da fine ottobre-primi di novembre agli inizi di giugno); vista tale situazione, si riscontra un'estrema rarefazione dei centri abitati lungo il suo corso, l'unico villaggio di un certo rilievo è Ust'-Belaja situato alla confluenza con l'Anadyr'.